# Tomás Ribeiro
Tomás António Ribeiro Ferreira (Parada de Gonta, São Miguel do Outeiro, Tondela, 1 de Julho de 1831 — Pena, Lisboa, 6 de Fevereiro de 1901), mais conhecido por Tomás Ribeiro (Thomaz Ribeiro, na época), foi um político, publicista, poeta e escritor ultra-romântico português. Formado em Direito pela Universidade de Coimbra, exerceu advocacia durante pouco tempo, pois cedo enveredou pela carreira política.
Foi um Membro importante destacado do Partido Regenerador, foi Presidente da Câmara Municipal de Tondela, Deputado, Par do Reino, Ministro da Marinha, Ministro das Obras Públicas e Governador Civil dos distritos de Braga e do Porto. Foi ainda secretário-geral do governo da Índia Portuguesa e embaixador de Portugal no Brasil. Eleito sócio da Academia Real das Ciências de Lisboa foi presidente da sua Classe de Letras. Escritor e jornalista multifacetado, Tomás Ribeiro deixou uma obra vastíssima.
Foi pai da poetisa Branca de Gonta Colaço e avô do escritor Tomás Ribeiro Colaço.

## Biografia
Tomás António Ribeiro Ferreira nasceu em Parada de Gonta (à época ainda lugar pertencente à paróquia de São Miguel do Outeiro), concelho de Tondela, a 1 de Julho de 1831, filho de João Emílio Ribeiro Ferreira e de sua mulher Maria Amália de Albuquerque, um casal de lavradores moradores no lugar de Parada de Gonta, sendo o pai natural de Parada de Gonta e a mãe natural de São Miguel do Outeiro.
Concluiu os seus estudos preparatórios no Liceu de Viseu, tendo de seguida ingressado no curso de Direito da Universidade de Coimbra. Em Coimbra, integrou-se no grupo de O Novo Trovador e no círculo de António Feliciano de Castilho, 1.º Visconde de Castilho, cultivando amizades e influências que o acompanhariam ao longo das suas carreiras política e literária. Concluiu o seu curso de Direito em 1855, deixando à entrada do Penedo da Saudade um poema de despedida que ainda hoje ali se encontra, gravado numa das rochas daquele local.
Iniciou a sua vida profissional como advogado em Tondela, onde, pertencendo ao Partido Regenerador, foi nomeado Presidente da Câmara Municipal. Também exerceu as funções de Admninistrador do Concelho do Sabugal.
Pouco depois de iniciar a sua vida profissional, casou, a 11 de Junho de 1856, com Maria da Glória Correia de Loureiro Castelbranco de Almeida e Vasconcelos, na Capela de Nossa Senhora da Conceição do lugar de Parada de Gonta. Esta era natural do mesmo lugar e filha de Francisco José Correia de Almeida e Vasconcelos, natural de Viseu, e de sua mulher Maria José de Almeida de Loureiro, natural de Parada de Gonta. No entanto, foi com a inglesa Ann Charlotte Syder que teve duas filhas, a futura poetisa Branca Eva de Gonta Syder Ribeiro (8 de Julho de 1880 — 22 de Março de 1945), casada com o ceramista Jorge Rey Colaço, e Irene de Gonta Syder Ribeiro (1885).
Capitalizando a sua experiência municipal em Tondela, nas eleições gerais de 22 de Abril de 1861 (13.ª legislatura) foi eleito deputado por aquele círculo, iniciando a sua carreira política em Lisboa. Entretanto, tinha-se revelado um publicista de mérito, colaborando em múltiplos periódicos e mantendo uma apreciável actividade literária. Mantinha contacto com alguns dos expoentes intelectuais da sua geração de Coimbra, com destaque para Alexandre Braga, Silva Gaio e Bento Marecos.
Já era deputado quando publicou em 1862 a obra D. Jaime ou a dominação de Castela, e que a tinha escrito, em verso, quando estava no Brasil e antes do exílio do imperador D. Pedro II com sua família para o Reino de Portugal a quem dirigia. Antecipadamente enaltecia a pátria que depois veio a acolher o monarca, fazendo-lhe recordar a sua grandiosa história comum e a beleza que lá iria encontrar, com a célebre frase "Jardim da Europa à beira-mar plantado”.
Logo depois, com seu consentimento, este poema foi editado com o propósito de parecer inspirado nas rivalidades entre Portugal e Espanha e de carácter marcadamente anti-iberista, o que na ocasião estava longe de ser politicamente correcto. Com esta publicação Tomás Ribeiro foi projectado para a ribalta literária, não apenas devido ao mérito intrínseco da sua obra, mas também devido a uma elogiosa Conversação preambular da autoria de António Feliciano de Castilho que prefaciava a obra. Nesse prefácio, Castilho considera o jovem autor comparável a Luís de Camões, afirmando que o poema é mais adequado ao ensino da língua portuguesa que Os Lusíadas. O poema foi um grande êxito, com sucessivas edições em Portugal e no Brasil. Valeu-lhe logo em 1862 a eleição para sócio correspondente da Academia Real das Ciências de Lisboa.
O louvor de Castilho, num prefácio longo em que exalta a autenticidade nacionalista e a simplicidade natural da obra de Tomás Ribeiro, foi um dos pretextos que levaria anos depois, em 1865, a despoletar o choque latente entre os poetas do Romantismo e a nova geração de intelectuais na célebre Questão Coimbrã. Este conflito literário e cultural opôs, de um lado, os poetas românticos, e de outro, os jovens escritores e poetas que pugnavam pela abertura literária de Portugal ao Realismo, corrente que já dominava na literatura europeia, com destaque para a francesa, a tradicional cultura de referência da intelectualidade portuguesa.
Embora Tomás Ribeiro, então deputado em exercício, não tivesse tomado parte activa naquela polémica, limitando-se a pronunciar no Parlamento uma intervenção em que lamentava a falta de respeito dos jovens para com as cãs e glórias proclamadas e reconhecidas, a apreciação da sua obra D. Jaime esteve no centro da discórdia.
No parlamento revelou-se um orador de mérito, participando em diversas comissões parlamentares e intervindo assiduamente nos trabalhos, com destaque para a resposta ao Discurso da Coroa de 1862 em que como deputado da oposição atacou violentamente o Governo, numa intervenção de grande qualidade parlamentar. Quando em 1864 os estudantes da Universidade de Coimbra fizeram greve em protesto contra a não concessão de uma passagem administrativa de ano, no incidente que ficou conhecido pela Rolinada, Tomás Ribeiro foi o único parlamentar que se levantou em sua defesa.
Nas eleições gerais de 11 de Setembro de 1864 voltou a ser eleito pelo círculo uninominal de Tondela, prestando juramento no Parlamento a 14 de Janeiro de 1865. Dissolvido o parlamento, voltou a ser eleito pelo círculo de Tondela nas eleições gerais de 8 de Julho de 1865. Nesta legislatura coube-lhe apresentar, como relator, o parecer da Comissão de Legislação sobre a proposta de lei da liberdade de imprensa, na qual defendeu a posição governamental. Tomou esse mesmo posicionamento na defesa de um conjunto de obras públicas de iniciativa governamental, afirmando-se como um deputado interventor e influente.
Apesar disso, e do prestígio que conquistara na actividade literária e jornalística, ocorrida a Janeirinha, nas eleições gerais de 1868 foi largamente batido no seu círculo de Tondela pelo lente de Coimbra António Gonçalves da Silva e Cunha. Ficava assim interrompida a sua carreira parlamentar, num interregno que duraria sete anos, já que apenas voltaria a ser eleito deputado nas eleições gerais de 1874.
Tendo ficado fora do parlamento, continuou a sua actividade no campo administrativo, ingressando no funcionalismo público. Quando Januário Correia de Almeida, o 1.º visconde de São Januário, foi em 1870 nomeado governador da Índia Portuguesa, Tomás Ribeiro foi escolhido para o acompanhar com o cargo de secretário-geral do governo daquela colónia.
Em Goa destacou-se pela sua acção a favor da cultura portuguesa, tendo fundado em 1871 o Instituto Vasco da Gama, uma instituição destinada a promover e reforçar a cultura literária goesa. O Instituto Vasco da Gama foi o primeiro passo significativo do governo para fomentar e apoiar as ciências e as letras em Goa, tendo-lhe sido atribuído um edifício para instalação da sua sede e apoio financeiro para a publicação de um boletim mensal com o título do próprio instituto. Renovado em 1924, foi em torno do Instituto Vasco da Gama que se promoveu uma fase áurea da literatura indo-portuguesa, nas áreas do ensaio, do texto de intervenção jornalística, na historiografia e na poesia.
Em 1872, de regresso a Lisboa, foi nomeado governador civil do distrito de Bragança, cargo que exerceu entre 1 de Agosto de 1872 e 25 de Novembro de 1873.
Nas eleições gerais de 12 de Julho de 1874 voltou a ser eleito deputado, desta feita pelo círculo uninominal de Braga, prestando juramento a 11 de Janeiro de 1875. Este seu regresso ao parlamento seria duradouro pois foi sucessivamente reeleito nas eleições gerais de 1878 por Mangualde, de 1879 por Nisa e de 1881 por Lamego e pelo Sabugal. Nesta última legislatura não chegou a prestar juramento, pois entretanto, por carta régia de 29 de Dezembro de 1881, fora elevado à dignidade de Par do Reino, tomando assento na Câmara dos Pares a 25 de Janeiro de 1882.
Nesta fase da sua vida parlamentar atingiu uma posição de grande influência na vida política, pertencendo a numerosas comissões parlamentares e cabendo-lhe algumas das intervenções mais marcantes da respectiva bancada. Reflexo dessa importância foi a sua sucessiva inclusão nos elencos governamentais: Ministro dos Negócios Eclesiásticos e da Justiça entre 15 de Novembro e 13 de Dezembro de 1878 e Ministro da Marinha e Ultramar entre 29 de Janeiro de 1878 e 1 de Maio de 1879, no gabinete regenerador presidido por Fontes Pereira de Melo; Ministro do Reino entre 14 de Novembro de 1881 e 24 de Outubro de 1883 e Ministro das Obras Públicas, Comércio e Indústria, de 19 de Novembro de 1895 a 20 de Fevereiro de 1886, num novo gabinete regenerador também presidido por Fontes Pereira de Melo. No entretanto exerceu por um período curto as funções de governador civil do distrito do Porto, permanecendo naquele cargo entre 2 de Abril e 29 de Dezembro de 1881.

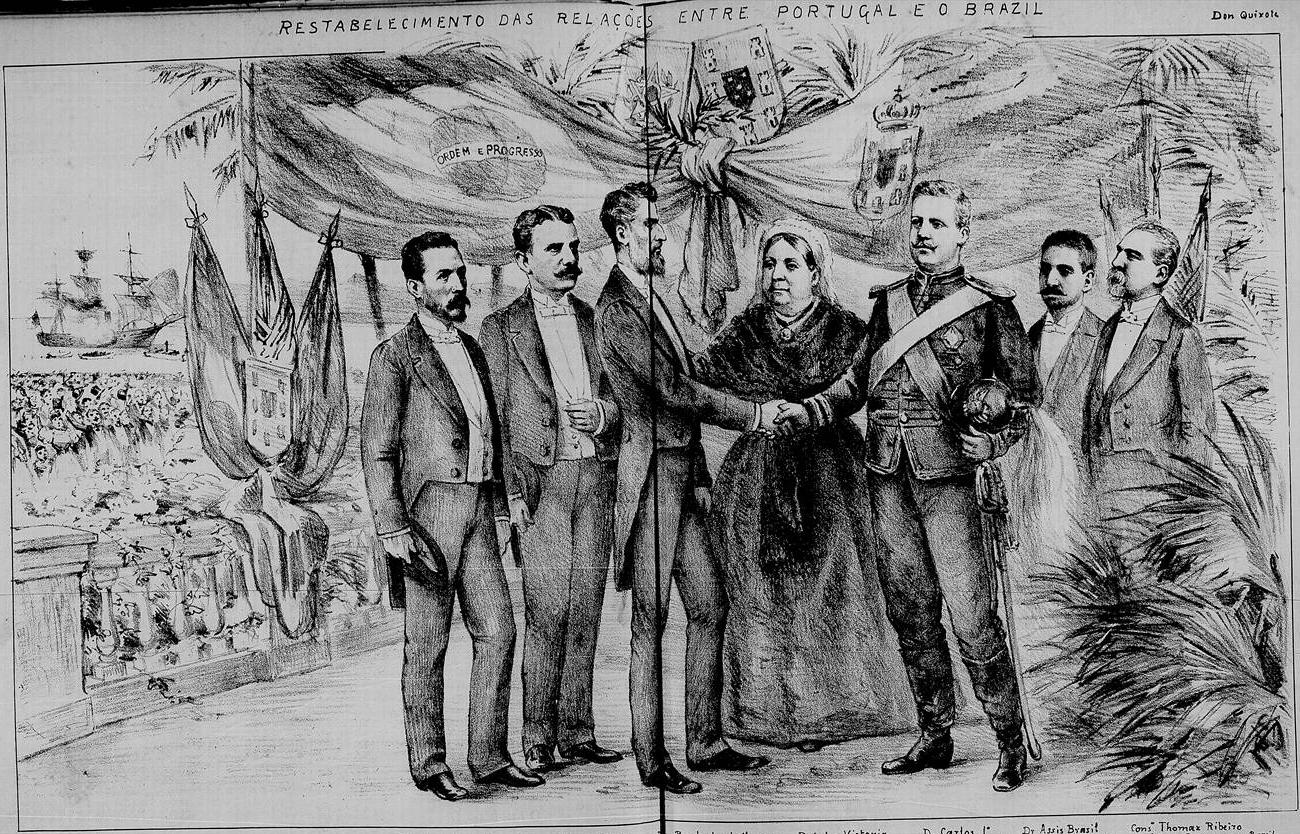
Restabelecimento das relações entre Portugal e o Brasil (16/03/1895). Thomaz Ribeiro é o último, a direita.

Tendo ingressado na Câmara dos Pares, a sua intervenção parlamentar manteve-se intensa, participando em diversas comissões e na discussão de temas relacionados com as colónias e com os direitos, liberdades e garantias dos cidadãos. Voltaria a ser chamado a integrar o elenco ministerial em 1890 quando foi nomeado novamente Ministro das Obras Públicas, Comércio e Indústria do executivo presidido por João Crisóstomo de Abreu e Sousa, permanecendo no cargo entre 13 de Outubro de 1890 e 21 de Maio de 1891.
Quando em 1895 se restabeleceram as relações diplomáticas entre Portugal e o Brasil na sequência da ruptura verificada em 1893, coube a Tomás Ribeiro ser nomeado ministro junto do governo brasileiro. No Rio de Janeiro teve um importante papel na normalização das relações políticas entre os dois Estados lusófonos.
Desempenhou também os cargos de director-geral do Ministério da Justiça, presidente da Junta do Crédito Público e vogal do Tribunal de Contas, empregos que manteve por largos anos.
Escreveu, para além do D. Jaime (1862), as obras A Delfina do Mal (1868), Sons que Passam (1868), Vésperas (1880), Dissonâncias (1890), e as crónicas reunidas em Jornadas (1873). Esta última obra, a par da peça dramática A Indiana (1873) e vários poemas coligidos no volume Vésperas reflectem a sua experiência na Índia Portuguesa, em particular a vivência como administrador colonial em Goa, sendo nelas patente um certo gosto pelo exotismo, ainda ao jeito romântico.
Publicou também alguns ensaios históricos, entre os quais D. Miguel, a Sua Realeza e o Seu Empréstimo Outrequin e Jauge (1880) e História da Legislação Liberal Portuguesa (1891-1892).
A sua obra A Delfina do Mal foi levada à cena no Teatro D. Maria II, conseguindo assinalável sucesso. Também o poema A Judia, incluído no seu livro de poesia Sons que Passam (1868), foi muito celebrado nos salões sociais da época, tendo sido musicado e transformado numa canção ultra-romântica com alguma popularidade.
Com uma obra literária que se insere plenamente no romantismo português da Regeneração, Tomás Ribeiro pode ser com justiça considerado como o poeta lírico mais representativo da fase de dissolução da corrente literária e estética que vinha desde O Novo Trovador e findou no plano doutrinário com a Questão Coimbrã e no plano lírico com a poesia de João de Deus.
Embora tivesse chegado a ser visto como um poeta realista, por mais tarde, ter assimilado também algumas características do realismo, contudo Tomás Ribeiro nunca abandonou o fundo melodramático característico do ultra-romantismo. Apesar de alguns críticos o considerarem discípulo de Charles Baudelaire, o certo é que Tomás Ribeiro nada tem a ver com os precursores da Escola Nova, sendo antes o expoente do ultra-romantismo literário português.
Na Academia das Ciências de Lisboa Tomás Ribeiro foi feito sócio a 11 de Dezembro de 1862 e chegou a presidente da Classe de Letras e a vice-presidente da instituição.
Amigo de Camilo Castelo Branco, que visitou em São Miguel de Seide, prefaciou alguns dos livros do romancista, dedicou-lhe a obra Dissonâncias (1890) e auxiliou-o na doença, recebendo-o na sua quinta de Carnaxide.
Em Carnaxide foi um dos maiores incentivadores do culto de Nossa Senhora da Rocha, tendo estimulado a construção do Santuário de Nossa Senhora da Rocha e de várias outras obras de benefício para a população local.
Associada à sua carreira política e literária, Tomás Ribeiro desenvolveu grande actividade no jornalismo, afirmando-se como um publicista de relevo. Colaborou nos periódicos Gazeta de Portugal, Gazeta Comercial, Artes e Letras, Brasil-Portugal (1899-1914), Mala da Europa, Almanaque de Lembranças, Actualidade, Jornal de Viseu e noutros jornais e revistas por onde dispersou alguns dos seus contos e poesias, de que é exemplo o jornal humorístico A comedia portugueza (1888-1902). Colaborou também no Jornal das Colónias usando o pseudónimo de Tomé de Diu.
Em 1885 fundou, com Luciano Cordeiro, o semanário político Repúblicas, do qual foi director político, cabendo a Camilo Castelo Branco o cargo de director literário. Em 1889 fundou o diário O Imparcial, a que se seguiu A Opinião, periódicos que duraram pouco tempo.
Também se encontram colaborações da sua autoria nas revistas: O Panorama  (1837-1868), Arquivo Pitoresco  (1857-1868), Revista Contemporânea de Portugal e Brasil  (1859-1865), Gazeta Literária do Porto  (1868), República das Letras  (1875), Renascença  (1878-1879?), A illustração portugueza (1884-1890) , A semana de Lisboa (1893-1895), Revista de turismo  iniciada em 1916, e no quinzenário A Voz do Comércio  (1929-1941).
Manteve ao longo da sua carreira uma ligação estreita à sua aldeia natal de Parada de Gonta, que lhe serviu de inspiração para diversos poemas e que apelidava de fresca aldeia formosa. Foi por influência de Tomás Ribeiro que o lugar foi elevado à categoria de freguesia por decreto de 29 de Maio de 1884 e foi dotado de uma Escola Primária que recebeu o nome do então chefe do Governo Fontes Pereira de Melo. Também doou a casa onde nascera para ser instalada uma Estação de Correios, que ainda ali se localiza, e conseguiu que a freguesia fosse servida por uma estação do caminho de ferro tendo presidido como Ministro das Obras Públicas, Comércio e Indústria à sua inauguração em 1885. Também foi por sua influência que em 1894 foi inaugurada a igreja paroquial da localidade.
Tomás Ribeiro faleceu na freguesia da Pena, em Lisboa, em sua casa na Rua de Santo António dos Capuchos, n.º 84, no dia 6 de Fevereiro de 1901. Foi sepultado no lisboeta Cemitério dos Prazeres.
No ano de 1981, uma sua neta, Cristina de Gonta Colaço, publicou na série intitulada Postais de Parada de Gonta, um artigo inserto no jornal Folha de Tondela (n.º 279), dando notícia que tinha encontrado em Parada de Gonta, na casa de família, a seguinte notícia:
No dia 13 de Agosto de 1907, foram exhumados do modesto coval do Cemitério dos Prazeres os ossos do meu saudoso páe. Assisti eu, o Jorge e o meu tio Francisco Calvente. A pequena urna ficou depositada no jazigo d’este último, tendo aparafusada uma chapa com o número 25.141. D’ali seguirá para Parada de Gonta, conforme era desejo do grande poeta Thomaz Ribeiro, de quem eu sou filha saudosíssima. Branca de Gonta Colaço.
Aproveitando aquela informação, quando em 1982 foi comemorado o 150.º aniversário do nascimento do poeta Tomás Ribeiro, as forças vivas de Parada de Gonta prestaram-lhe homenagem efectuando a transladação dos seus restos mortais para um jazigo que então foi construído no cemitério da sua fresca aldeia formosa.
Tomás Ribeiro é recordado na toponímia de múltiplas localidades portuguesas, com destaque para Lisboa, Parada de Gonta e Tondela, que também lhe dedica a sua Biblioteca Municipal.
É patrono de escolas em Tondela e Parada de Gonta.

## Obras publicadas
Publicou, entre muitas outras, as seguintes obras:
- D. Jaime ou a dominação de Castela 1862
- A Delfina do Mal (poesia) 1868
- Sons que Passam (poesia) 1868
- A Indiana (entreacto em verso) 1873
- Vésperas 1880
- Jornadas (dois volumes de narrativas de viagens pelo Oriente: 1.ª parte - Do Tejo ao Mandovi; 2.ª parte - Entre Palmeiras; 3.ª parte - Entre Primores) 1873[23]
- Dissonâncias 1890
- História da Legislação Liberal Portuguesa (ensaio) 1891-1892
- Empréstimo de D. Miguel (ensaio histórico) 1880
- Carta de Alforria (poema em homenagem à Dom Pedro II, Imperador do Brasil)
- O Mensageiro de Fez (poema de glorificação a Nossa Senhora de Carnaxide) 1900.